# Ancilla cinnamomea
Ancilla cinnamomea is een slakkensoort uit de familie van de Ancillariidae. De wetenschappelijke naam van de soort werd in 1801 voor het eerst geldig gepubliceerd door Jean-Baptiste de Lamarck.